# Gewapende Beveiliging Burgerluchtvaart
De Gewapende Beveiliging Burgerluchtvaart is een eenheid van de Koninklijke Marechaussee. De eenheid is op 1 oktober 1996 opgericht en verricht beveiligingstaken op en rondom Nederlandse luchthavens. Naast luchthavens beveiligt de eenheid ook Justitieel Complex Schiphol. De eenheid werkt nauw samen met het Nationaal Coördinator Terrorismebestrijding en Veiligheid (NCTV) en het Ministerie van Justitie en Veiligheid. De eenheid staat onder bevel van Kapitein Bas Tillema.

## Geschiedenis
Sinds de jaren 60 is er actieve beveiliging op en rondom Nederlandse Luchthavens, waaronder Schiphol. De grondbeginselen voor de GBB werden gelegd toen de Israëlische luchtvaart maatschappij EL AL vroeg om beveiliging van haar vliegtuigen en passagiers als reactie op de toegenomen dreiging rondom aanslagen. Tot aan de 1996 verzorgde politie Haarlemmermeer en later de Rijkspolitie die beveiliging. Op 1 oktober 1996 werd de afdeling Hoog Risico Beveiliging door de Koninklijke Marechaussee (KMar) opgericht, als onderdeel van de brigade Beveiliging Burgerluchtvaart. Deze eenheid bestond uit een respectievelijk aantal van 50 man. Voor de oprichting verzorgde de KMar al bijstand aan de politie met het leveren van pantserwagens en personeel. Sinds 2007 heet deze eenheid: Gewapende Beveiliging Burgerluchtvaart.
De eenheid was in het beginsel vooral gericht op beveiliging van hoog risico vluchten. Dit werd gedaan door het begeleiden van passagiers, patrouilleren over de platforms en met gepantserde voertuigen om de luchthaven.
Sinds de aanslagen op de World Trade Center (11-09-2001) is de beveiliging uitgebreid over de gehele luchthaven, daarnaast is de GBB in aantal en slagkracht gegroeid. 
Voor het 25-jarig bestaan van de eenheid in 2021 is een eenmalige memorycoin gemaakt.

## Taken

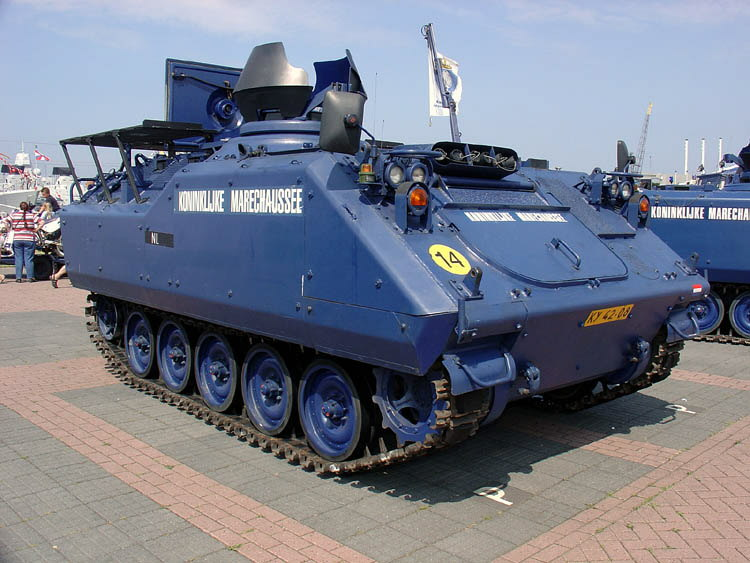
YPR-765 van de Koninklijke Marechaussee

De taken van het GBB zijn het beveiligen van Nederlandse luchthavens tegen terroristische daden, zoals (bom-)aanslagen op luchtvaartuigen en burgerluchtvaartterreinen, kapingen van vliegtuigen, maar ook om andere vormen van sabotage met fatale gevolgen.
Een aanslag op Schiphol is er nog nooit gepleegd, maar er hebben zich wel situaties voorgedaan die het nut van de GBB hebben bewezen.— Kapitein Bas Tillema

## Wapens en materieel
De GBB is uitgerust met zes bij Schiphol gestationeerde YPR-765's. De militairen zijn bewapend met Heckler & Koch HK416 en een Glock 17 handvuurwapen. Naast vuurwapens beschikt het ook over tactische tools zoals: mass casualty bags, zware (en Baltische) vesten, schilden en helmen geschikt voor nachtzichtapparatuur. De eenheid heeft daarnaast de beschikking over mobiele meldkamers die tijdens terroristische acties, kapingen en grootschalige ordeverstoringen op Schiphol de operationele leiding overnemen op locatie.
Sinds 2021 beschikt de GBB over geheel nieuwe gepantserde Toyota Land cruisers.